# Афонсу, Нуну
Нуну Мигел Фигейреду Афонсу (порт. Nuno Miguel Figueiredo Afonso; родился 6 октября 1974 года в Оэйраш, Португалия) — португальский футболист, защитник. Участник Олимпийских игр 1996 года в Атланте.

## Клубная карьера
Афонсу — воспитанник клубов «Эштрела Амадора» и лиссабонской «Бенфики». В 1993 году он дебютировал за основу «орлов» в Сангриш лиге. В том же году Нуну стал чемпионом Португалии, хотя провёл всего один матч. В 1994 году он покинул «Бенфику» и в поисках игровой практики выступал за «Белененсиш» и «Кампорайренсе». В 1996 году Афонсу решил попробовать свои силы за пределами Португалии и перешёл в испанскую «Саламанку», но опять столкнулся в высокой конкуренцией и по окончании сезона вернулся на родину.
В Португалии он продолжил выступать за клубы второго эшелона. Поиграв за «Пасуш де Феррейра», «Маритиму», «Авеш», «Оливейренсе» и «Виторию Сетубал», Нуну вновь поехал в Испанию, подписав контракт с командой одного из низших дивизионов «Дитер Зафра». В 2003 году Афонсу завершил карьеру футболиста.

## Международная карьера
В 1993 году в составе молодёжной сборной Португалии Нуну принял участие молодёжном чемпионате мира в Австралии. 
В 1996 году Афонсу в составе олимпийской сборной Португалии принял участие в Олимпийских играх в Атланте. На турнире он сыграл в матчах против команд Бразилии и Аргентины. 

## Достижения
Командные
«Бенфика»
- Чемпионат Португалии по футболу — 1993/1994